# Joachim Ludwig
Carl Joachim Ludwig (* 20. Oktober 1931 in Zittau; † 1. März 1994 in München) war ein deutscher Komponist, Unterhaltungskünstler, Regisseur und Filmproduzent.

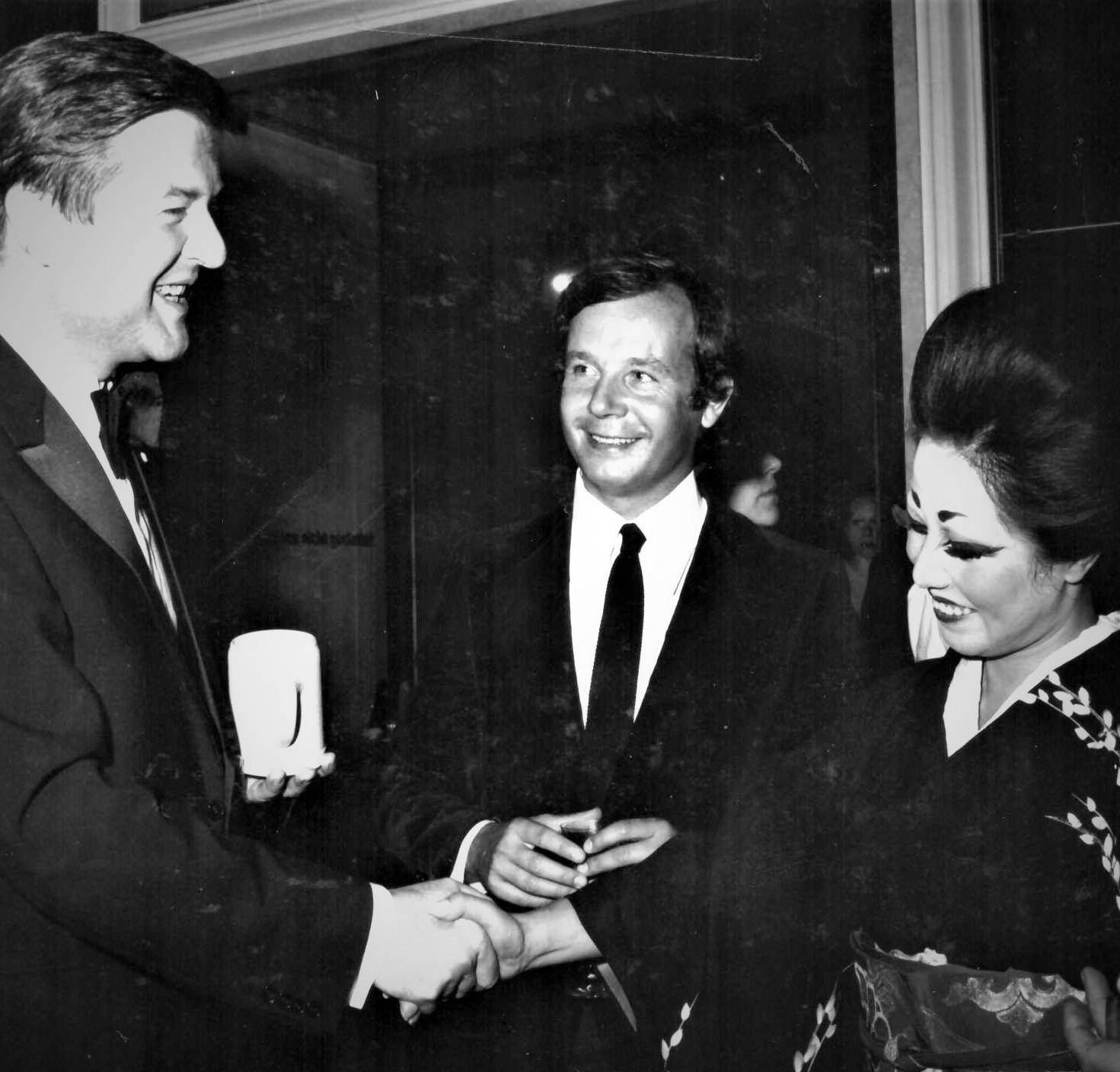
Joachim Ludwig (Mitte) mit dem bayerischen Kultusminister Hans Maier (links) und der japanischen Opernsängerin (Sopran) Atsuko Azuma (1936–1999) am 23. August 1972 in Augsburg

## Biografie

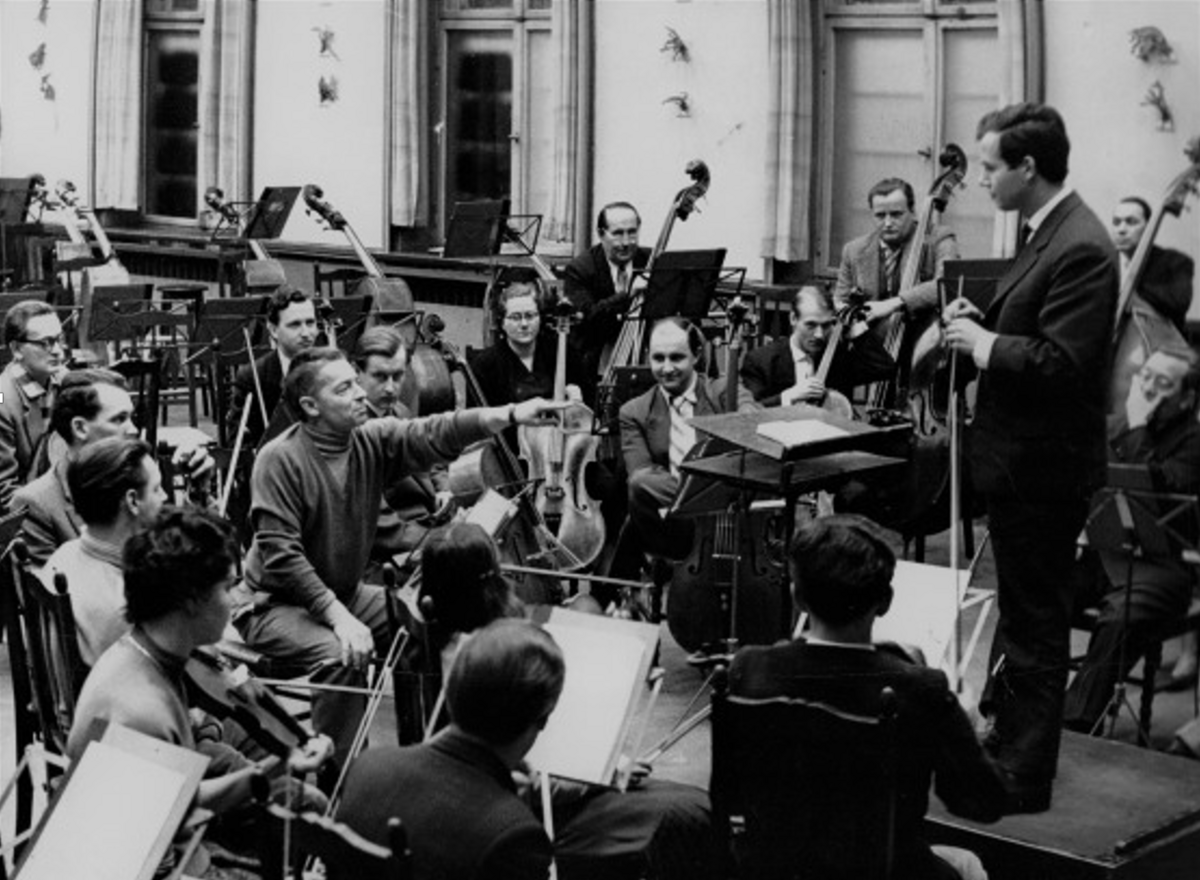
Carl Joachim Ludwig (rechts stehend) mit Herbert von Karajan (links sitzend)

Joachim Ludwig stammte aus einem protestantischen Pfarrhaus und studierte nach dem Abitur in Dresden an der Hochschule der Künste (heute: Hochschule für Musik Carl Maria von Weber) im musikalischen Bereich. Ludwig war Schüler von Herbert von Karajan und arbeitete auch später mit ihm zusammen. Anschließend arbeitete er als Komponist für verschiedene Musik-, Film- und Fernsehproduktionen.
Ludwig arbeitete dabei unter anderem mit Rudolf Kempe zusammen. Später engagierte er sich zudem als Fernsehproduzent für den Bayerischen Rundfunk und den Österreichischen Rundfunk.
1979 und 1980 veröffentlichte er zwei eigene Langspielplatten Piano Power und Magic Piano.  Im April 1980 spielte er bei den Salzburger Osterfestspielen im Großen Festspielhaus das 2. Klavierkonzert von Chopin. Im Herbst 1980 wurden die „Six Continental Statements“ (für Klavier, Chor und Percussioninstrumente), ein Kompositionsauftrag für ein Konzert bei den Vereinten Nationen, uraufgeführt.
1987 produzierte er zudem eine 13-teilige Fernsehdokumentation mit dem Namen „California Highway“, die im ORF erstausgestrahlt wurde. Er war Inhaber der Fernsehproduktionsfirma „van Ludwig Productions“ in München, die in enger Zusammenarbeit mit den Bavaria Filmstudios stand.
Ludwig trat auch unter den Künstlernamen Daniel Corty, Mike Malibu und Victor Saltman in Erscheinung.
Ab Herbst 1980 war Carl Joachim Ludwig außerdem Lehrbeauftragter und Professor für das damals neue Fach „angewandte Komposition“ an der Hochschule für Musik Würzburg.
Er war mit Ilse Zellermayer verheiratet, einer Tochter des Berliner Bankiers und Hoteliers Max Zellermayer (Hotel am Steinplatz). Sein Schwager war der Unternehmer und CDU-Politiker Heinz Zellermayer.

## Carl Joachim Ludwig Stiftung
Seit 2020 existiert die gemeinnützige Carl Joachim Ludwig Stiftung e.V. mit Sitz in Dortmund, die den künstlerischen Nachlass und die Urheberrechte von Carl Joachim Ludwig verwaltet.

## Disko-/Filmografie
- 1962: Das Duell
- 1964: Seraphine oder Die wundersame Geschichte der Tante Flora
- 1965: Der Heiratsschwindler heiratet
- 1966: Die Tage und Nächte der Beebee Fenstermaker
- 1966: Der öffentliche Ankläger
- 1967: Die kranke Miss Mabel
- 1967: Das Museumsstück
- 1967: Die Rache
- 1967: Der Blumengruß
- 1967: Die Hochzeit
- 1967: Der abenteuerliche Urlaub des Mark Lissen
- 1967: Von Null Uhr Eins bis Mitternacht
- 1967: Lord Arthur Saviles Verbrechen
- 1968: Der Mann, der keinen Mord beging
- 1968: Ein Charleston für Lady Mac' Beth
- 1969: Pudelnackt in Oberbayern
- 1969: Hugo der Weiberschreck
- 1969: Das kleine Fernsehspiel: Der Himmel im zwölften Stock
- 1969: 2 Fettaugen - Eine Idylle aus der deutschen Provinz
- 1970–1979 Tatort: Saarbrücken, an einem Montag … (1970) Schwarze Einser (1978) 30 Liter Super (1979)
- 1975: Steig ein und stirb
- 1975: Wie Hund und Katze
- 1975: Russisches Roulette
- 1975: Hinter den Kulissen
- 1975: Honig und Pfeffer
- 1975: Bitte keine Polizei (Fernsehserie)
- 1975: Schöne Ferien
- 1975: Unsere Penny
- 1975: Taxi 4012
- 1976: Mathilde Möhring
- 1977: Die Münze
- 1979: Die Totenschmecker
- 1982: Als die Zeit still stand
- 1982: Der eingemauerte Schrei
- 1982: Gestern wird morgen sein
- 1982: Der lautlose Ruf
- 1982: Besuch aus dem Jenseits
- 1982: Unheimliche Geschichten
- 1982: Der schwarze Bumerang
- 1982: July Darling (als Joachim van Ludwig)
- 1983: Sylter Novelle (Fernsehfilm) (als Carl Joachim Ludwig)